# Quatre Bornes
Quatre Bornes è un centro abitato di Mauritius, situato nel distretto di Plaines Wilhems.